# Газовый лазер
Газовый ла́зер — лазер, в котором в качестве активной среды используется вещество, находящееся в газообразном состоянии (в отличие от твёрдых тел в твердотельных лазерах и жидкостей в лазерах на красителях).
Разновидностями газового лазера являются газодинамические лазеры, химические газовые лазеры и эксимерные лазеры. 
К достоинствам газовых лазеров можно отнести дешевизну и легкость эксплуатации мощных лазеров, что предопределило их широкое распространение в промышленной резке материалов.

## Устройство
Газовый лазер с электрической накачкой состоит из герметичной трубки с газообразным рабочим телом и элементами оптического резонатора. Накачка энергии в активную среду лазера производится с помощью электрических разрядов в газе, получаемых чаще всего с помощью электродов в полости трубки. Электроны, соударяясь с атомами газа, переводят их в возбуждённое состояние с последующим излучением фотонов. Благодаря актам вынужденного испускания световые волны, созданные в трубке, усиливаются при прохождении через газовую плазму. Оптический резонатор (два точно выставленных зеркала на торцах трубки) задаёт преимущественное направление излучения. Часть потока фотонов отбирается из лазера через одно из зеркал, сделанное полупрозрачным. Другая часть отражается обратно внутрь лазера для поддержания вынужденного излучения.

### История
Создателем первого газового лазера был американский физик Али Джаван совместно с У. Беннетом и Д. Эрриотом. Газовый лазер был первым непрерывным лазером, применявшимся в телекоммуникационной индустрии совместно с волоконной оптикой. Газовые лазеры сделали голографию практичной. Газовые лазеры активно используются во многих сферах деятельности, в том числе и в медицине.